# Арбажское городское поселение
Арбажское городское поселение — муниципальное образование в составе Арбажского района Кировской области России. Административный центр — посёлок Арбаж.

## История
Арбажское городское поселение образовано 1 января 2006 года, в его состав вошёл посёлок городского типа Арбаж и территории бывших Басмановского, Кисляковского, Роевского и Чулковского сельсоветов.

## Население
| 2009  | 2010  | 2011  | 2012  | 2013  | 2014  | 2015  |
| ----- | ----- | ----- | ----- | ----- | ----- | ----- |
| 3879  | ↗4478 | ↘3544 | ↗4274 | ↘4139 | ↘4026 | ↘3835 |
| 2016  | 2017  | 2018  | 2019  | 2020  |       |       |
| ↘3810 | ↘3747 | ↘3617 | ↘3490 | ↘3368 |       |       |

## Состав
В состав поселения входят 24 населённых пункта (население, 2010):
| - посёлок Арбаж — 3563 чел.; - деревня Басманы — 105 чел.; - деревня Большая Чернушка; - деревня Большой Арбаж — 0 чел.; - деревня Большой Кугунур — 157 чел.; - деревня Высоково — 0 чел.; - деревня Гулины — 140 чел.; - деревня Кисляки — 208 чел.; | - деревня Коктыш — 39 чел.; - деревня Летяги; - деревня Лобасты — 64 чел.; - деревня Малый Кугунур — 0 чел.; - деревня Миничи; - деревня Мостолыги; - посёлок Набережный — 66 чел.; - деревня Панкраты — 0 чел.; | - деревня Петухи — 0 чел.; - деревня Пищалинцы — 0 чел.; - село Рои — 70 чел.; - деревня Рои; - деревня Спиричи; - деревня Средний Кугунур — 0 чел.; - деревня Хорошавины — 0 чел.; - деревня Чулки — 55 чел. |